# Pilea cubensis
Pilea cubensis es una especie de planta del género Pilea, perteneciente a la familia Urticaceae.

## Taxonomía
Pilea cubensis fue descrita por Hugh Algernon Weddell en 1852.

## Distribución
Se encuentra en el territorio de Cuba.